# Krasnale Filharmonii Wrocławskiej
Krasnale Filharmonii Wrocławskiej, nazývaní také Orkiestra Krasnali a neoficiálně česky např. Krasnálové/trpaslíci Vratislavské filharmonie, je malé bronzové sousoší umístěné na náměstí Plac Wolności v městské čtvrti Stare Miasto ve Wrocławi (Vratislavi) v Polsku. Nachází se také v Dolním Slezsku v geomorfologickém celku Pradolina Wrocławska a v Dolnoslezském vojvodství.

## Historie a popis
Plastiky Krasnale Filharmonii Wrocławskiej zobrazují Krasnály - populární vratislavské trpaslíky jako tvory milující dobrou hudbu. Stojí blízko koncertní budovy Narodowe Forum Muzyki (s koncertním sálem pro 1800 osob) a jsou také alegorií místní  Vratislavské filharmonie (Filharmonia im. Witolda Lutosławskiego). 21 malých postaviček mužského a ženského pohlaví, které ztvárňují hrající hudebníky s hudebními nástroji a notami, představuje celý symfonický orchestr včetně dirigentky. Všichni jsou umístěni na půlkruhovém soklu, který představuje vnitřek koncertního sálu. Dílo bylo vytvořeno technikou lití a instalováno na současné místo v roce 2015. Existuje také velké množství novodobých příběhů/legend, které popisují toto dílo a krasnály.

### Nápis na soklu
| „ | FILHARMONIA WROCŁAWSKA / Pierwszy koncert 29.05.1945 roku | FILHARMONIE WROCŁAWSKA / První koncert 29.05.1945 | “ |

## Další informace
Dílo je celoročně volně přístupné.

## Galerie

Celek a některé detaily díla
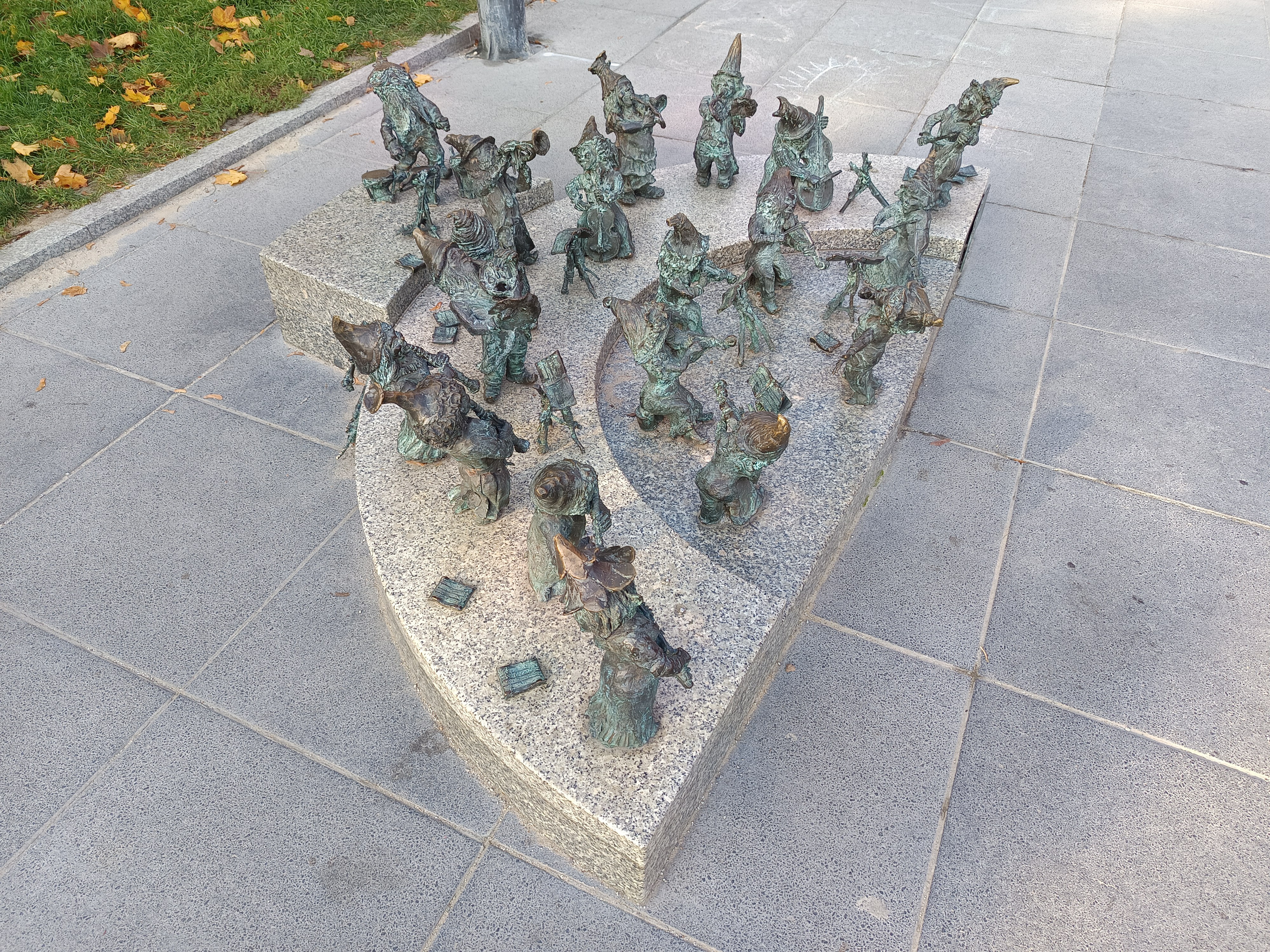
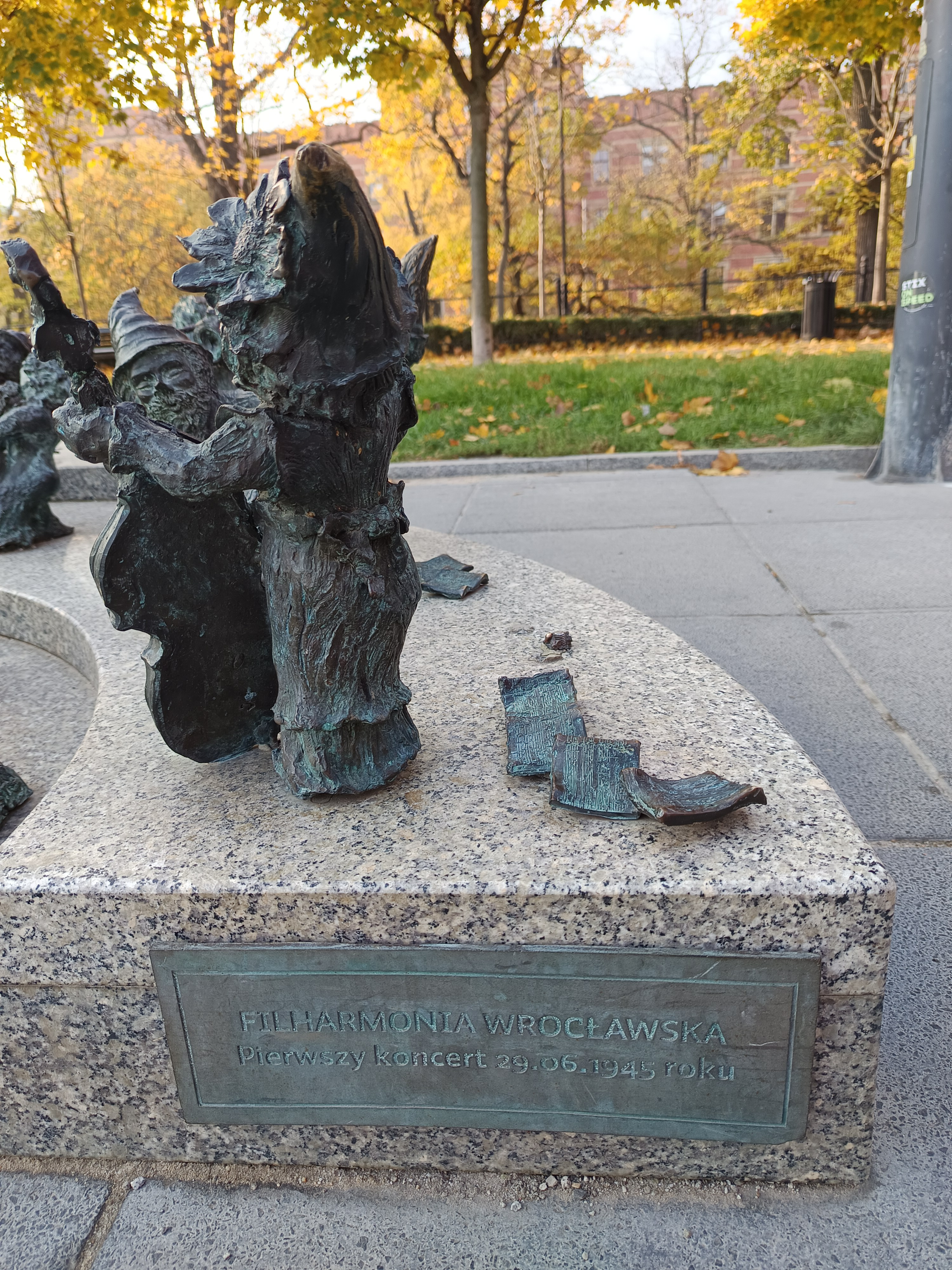
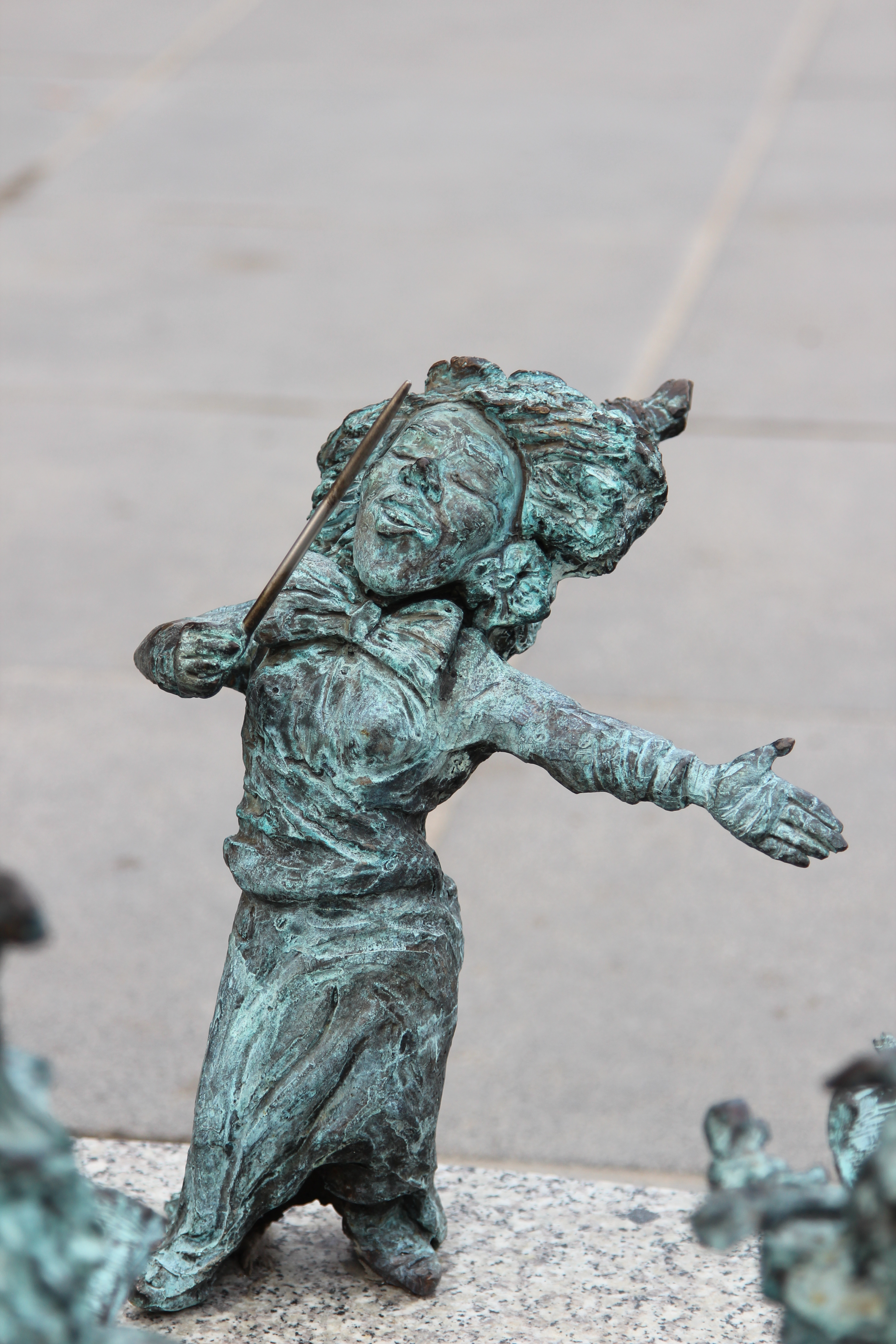
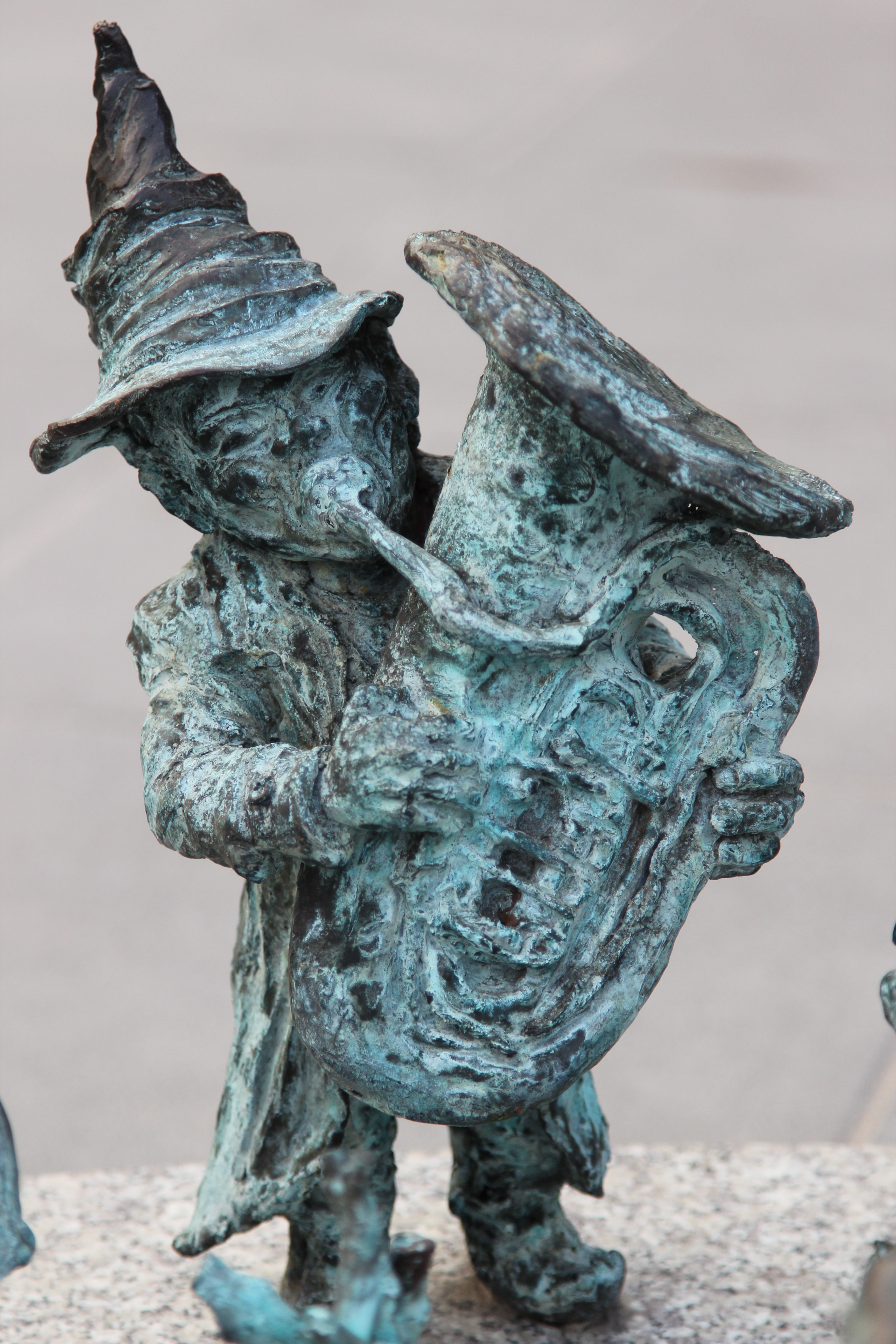
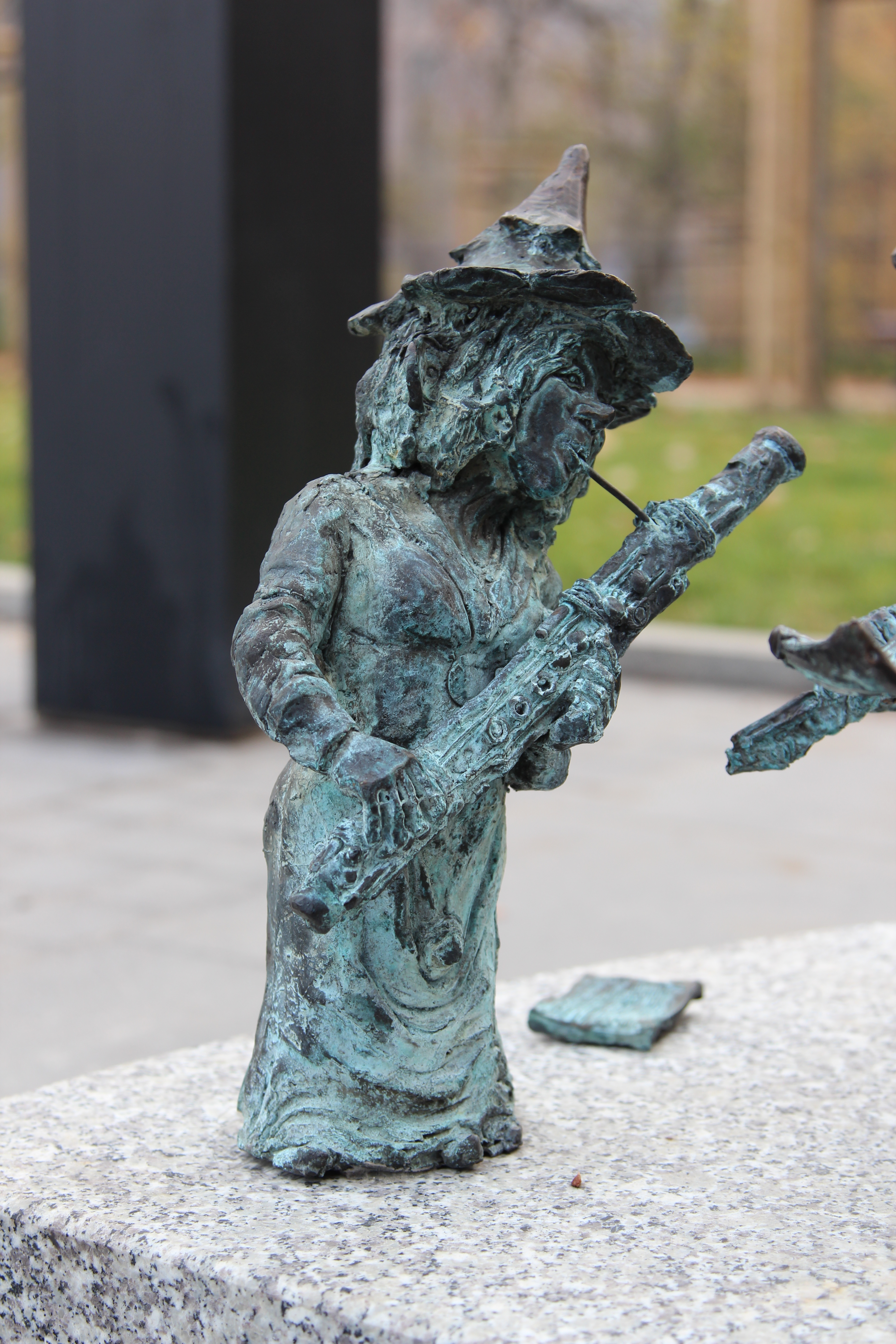
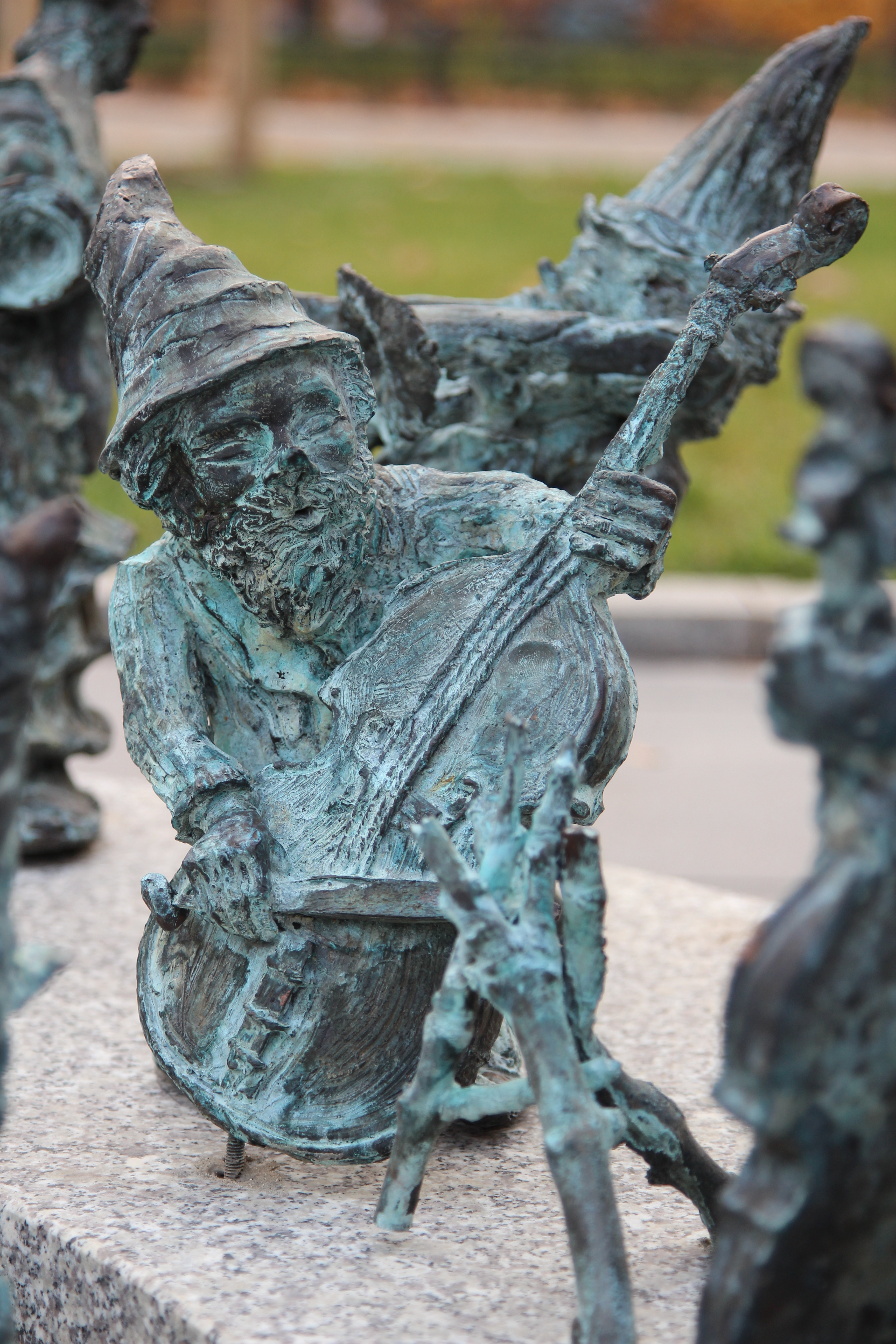
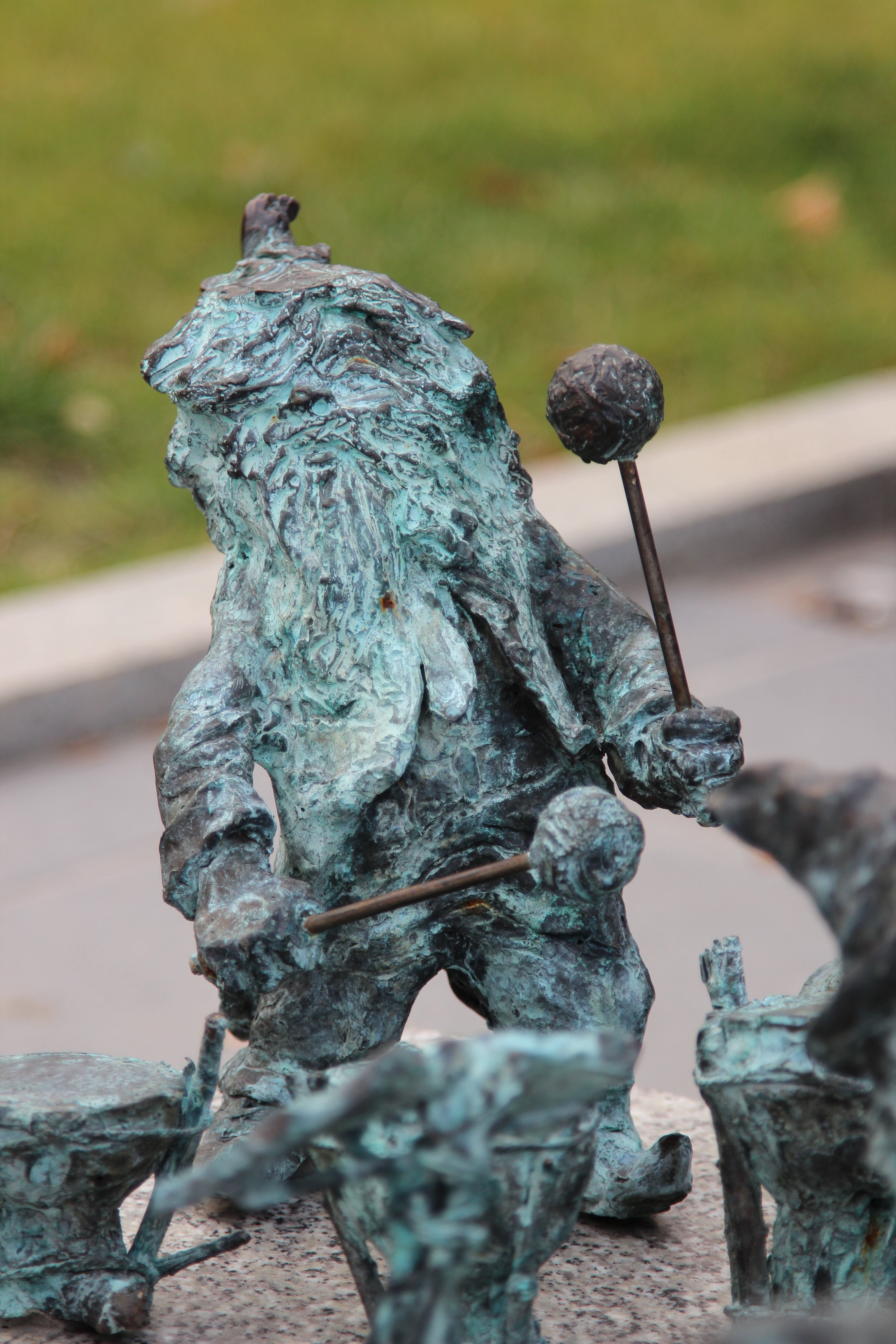